# Окремий Дім «Клетинський Бор» (Піонерлагер)
Окремий Дім «Клетинський Бор» (рос. Отдельный Дом «Клетинский Бор») — населений пункт в Кімрському районі Тверської області Російської Федерації.
Населення становить 0 осіб. Входить до складу муніципального утворення Титовське сільське поселення.

## Історія
Від 2005 року входить до складу муніципального утворення Титовське сільське поселення.

## Населення
| 2010 |
| ---- |
| 0    |